# Annette Kellerman

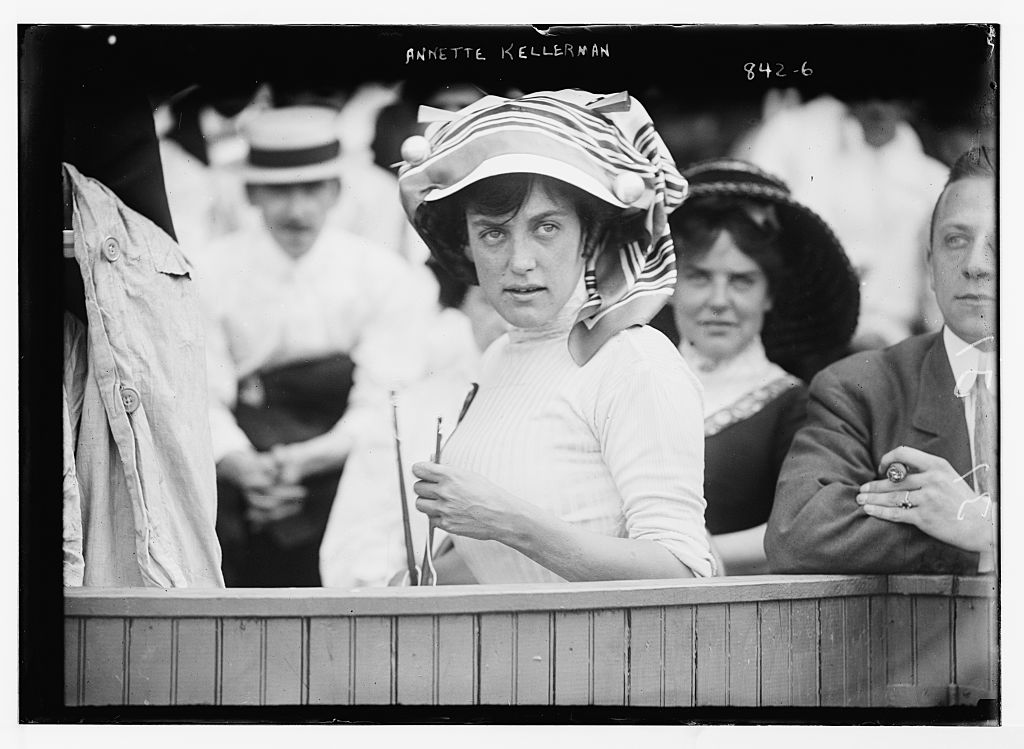
Foto hecha hacia 1907.

Annette Kellermann (Annette Marie Sarah Kellermann): (Sídney, 6 de julio de 1886 – Southport, Queensland, 6 de noviembre de 1975) fue una nadadora profesional australiana, estrella de cine del vodevil, escritora y emprendedora.
Annette Kellermann fue una de las primeras mujeres en usar traje de baño de una sola pieza, en lugar de los pantalones que hasta entonces estaban permitidos; incluso animaba a los demás a seguir su ejemplo.
Sus bañadores se volvieron tan populares que comenzó su propia línea de moda.
Se la acredita como la inventora de la natación sincronizada tras su actuación en el año 1907 en el New York Hippodrome.
Kellermann fue una defensora de la salud, el ejercicio y la belleza natural a lo largo de toda su vida.
Nacida en Marrickville, un suburbio de Sídney, hija de padre australiano y de madre francesa.
Cuando usó un traje de baño de una pieza, en vez de las acostumbradas enaguas, fue arrestada por indecente.

## Sus inicios
Annette nació en Marrickville, Australia, el 6 de julio de 1886. Sus padres eran músicos: Frederick William Kellermann violinista y Alice Ellen Charbonnet pianista.
Cuando tenía 6 años una debilidad en las piernas obligó a Kellermann a llevar un aparato ortopédico (más adelante, a los 60 años, Annette en una entrevista dijo que su debilidad se debía a la polio pero no se ha podido confirmar). Para superar esta discapacidad sus padres la inscribieron en clases de natación en los baños de Cavill en Sídney. A la edad de 13 años, sus piernas eran ya prácticamente normales y hacia los 15 ya sabía nadar en todos los estilos de natación y ganó su primera carrera. Empezó también a mostrar como buceaba.

## Su carrera en la natación

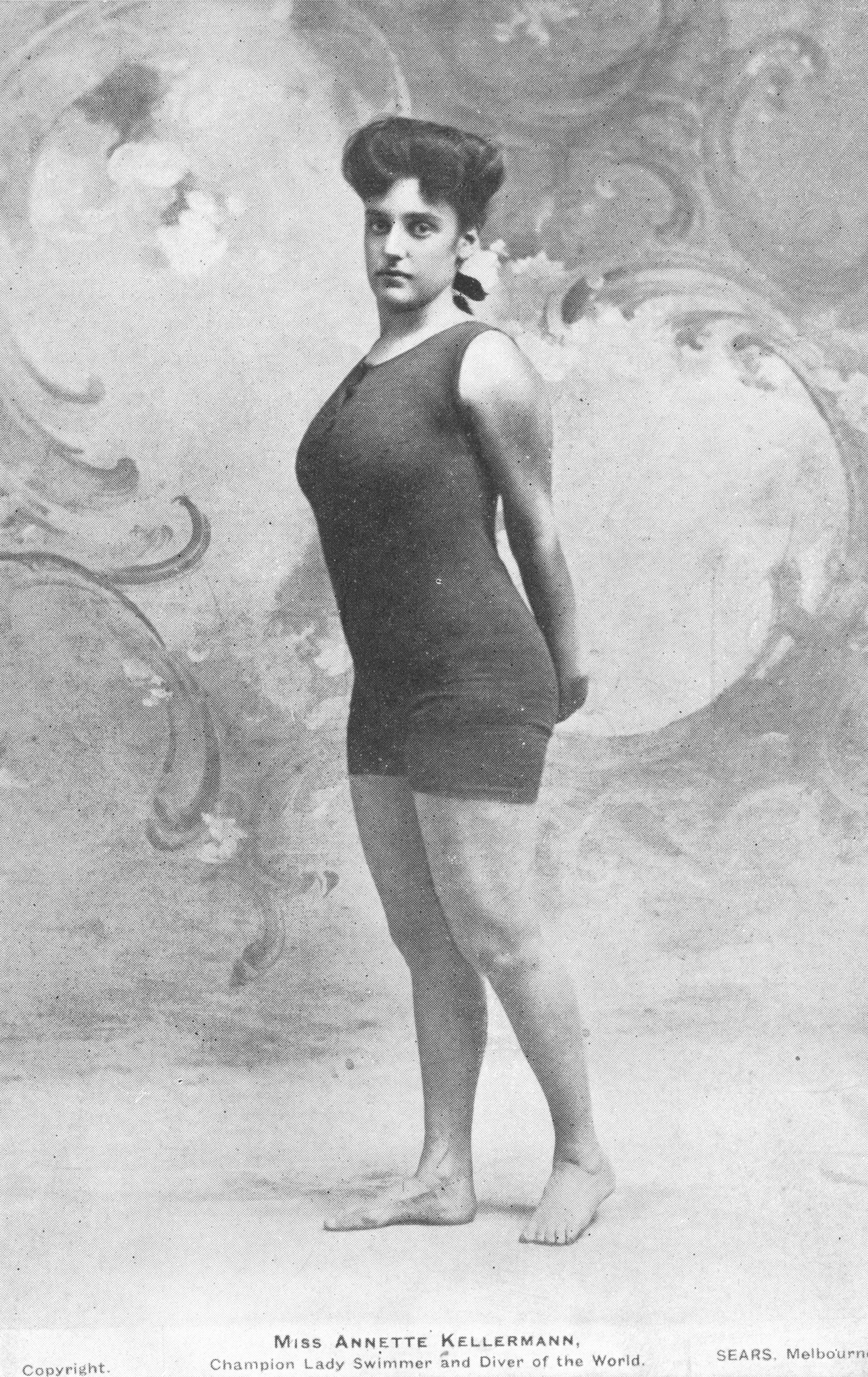
Annette Kellermann cerca de 1900

En 1902, Kellermann ganó los campeonatos femeninos de 100 yardas y una milla en Nueva Gales del Sur en el tiempo récord de 1 minuto 22 segundos y 33 minutos y 49 segundos respectivamente. En ese mismo año sus padres decidieron mudarse a Melbourne. Se matriculó en Mentone Girls Grammar School donde su madre había aceptado un puesto como profesora de música.
Durante el tiempo que estuvo en la escuela, Kellermann hizo varias exhibiciones de natación y buceo en diferentes baños de Melbourne. Realizó un acto de sirenas y dos shows nadando con peces en un tanque de vidrio en Exhibition Aquarium. En junio y julio de 1903 realizó sensacionales inmersiones en Coogee de Bland Hol, The Breaking of the Drought y Melbourne Theatre Royal.
Kellermann y Beatrice Kerr eran competidoras. Ambas fueron calificadas como "campeonas en natación y buceo". Beatrice desafiaba a Annette a enfrentarse pero Annette nunca le respondía.
El 24 de agosto de 1905, con tan solo 19 años, fue una de las primeras mujeres en intentar cruzar el Canal de la Mancha. Después de tres intentos sin éxito ella declaró: "Tuve resistencia pero no fuerza bruta". La primera mujer que intentó cruzar el canal fue la baronesa austriaca Walburga von Isacescu, en septiembre de 1900. Más tarde, Kellermann desafió y derrotó a Isacescu en una carrera en el Danubio.
Kellermann ayudó a popularizar el deporte de natación sincronizada después de realizar una actuación en 1907 del primer ballet acuático en un tanque de vidrio en el Hipódromo de Nueva York.

## Trajes de baño
Annette Kellermann era famosa por abogar por el derecho de la mujer a usar traje de baño de una sola pieza, lo cual era controvertido en ese momento. Según una revista australiana, "A principios del siglo XX, se esperaba que las mujeres usaran pesadas combinaciones de vestido y pantalón cuando nadaban. En 1907, en el apogeo de su popularidad, Kellermann fue arrestada en Revere Beach, Massachusetts, por indecencia: llevaba puesto uno de sus trajes de una pieza ajustados ".
La popularidad de sus trajes de una sola pieza dio como resultado su propia línea de trajes de baño para mujeres. Las "Annette Kellermans", como se las conocía, fueron el primer paso para la ropa de baño moderna.

## Carrera cinematográfica

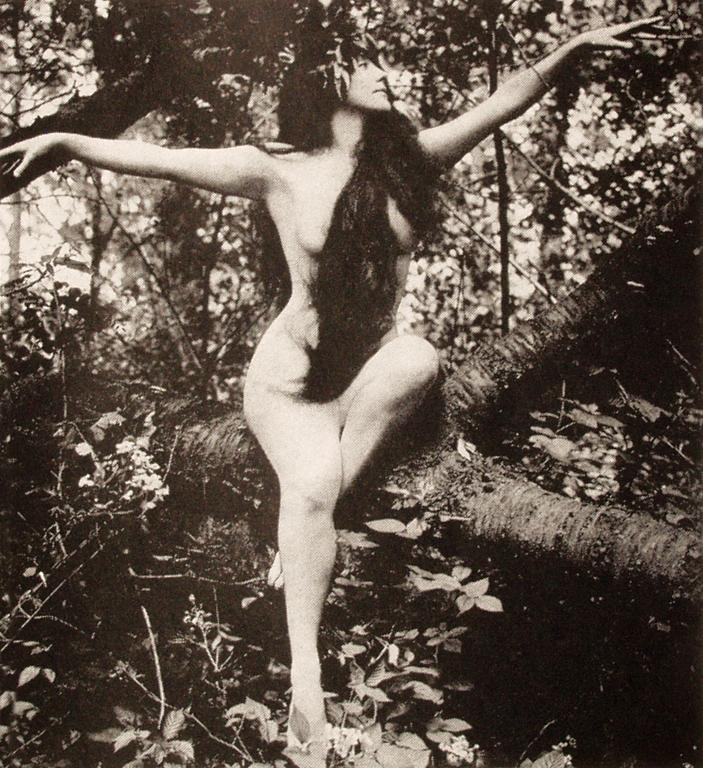
Kellermann desnuda en una escena de la película A Dougter of the Gods

En 1916, Kellermann se convirtió en la primera actriz importante en hacer una escena completamente desnuda cuando apareció en A Daughter of the Gods. Realizada por Fox Film Corporation, A Daughter of the Gods fue la primera producción de cine de un millón de dólares. Al igual que muchas de las otras películas de Kellermann, ahora se considera una película perdida, ya que no se sabe que existan copias.
En la mayoría de sus películas Kellermann tenían aventuras acuáticas. Ella realizó sus propias acrobacias, incluyendo el buceo de noventa y dos pies en el mar y sesenta pies con un grupo de cocodrilos. Muchas veces usaba nombres de sirenas llamadas Annette o variaciones de su propio nombre. Sus "películas de cuentos de hadas", como ella las llamaba, comenzaron con The Mermaid (1911), en la que fue la primera actriz en usar un traje de sirena en la película, allanando el camino para futuras sirenas de pantalla como Glynis Johns (Miranda), Esther Williams y Daryl Hannah (Splash). Kellermann diseñó sus propios trajes de baño de sirena y, a veces incluso ella misma los fabricó. Diseños similares todavía son utilizados por The Weeki Wachee Springs Mermaids, incluyendo su traje de hadas acuáticas presentado por primera vez en Queen of the Sea (1918).
Kellermann apareció en una de las últimas películas producidas en Prizma Color, Venus of the South Seas (1924), una coproducción de EE. UU./Nueva Zelanda donde un rollo de la película de 55 minutos estaba en color y bajo el agua. Venus of the South Seas fue restaurado por la Biblioteca del Congreso en 2004 y es el único largometraje protagonizado por Kellermann conocido por existir en su forma completa.

## Publicaciones
Además de su carrera cinematográfica y escénica, Kellermann escribió varios libros, entre ellos Cómo nadar (1918), Belleza física: Cómo mantenerla (1919), un libro de cuentos infantiles titulado Cuentos de Hadas de los mares del sur (1926) y Mi historia, una autobiografía inédita. También escribió numerosos revistas por correspondencia sobre salud, belleza y estado físico.

## Vida personal

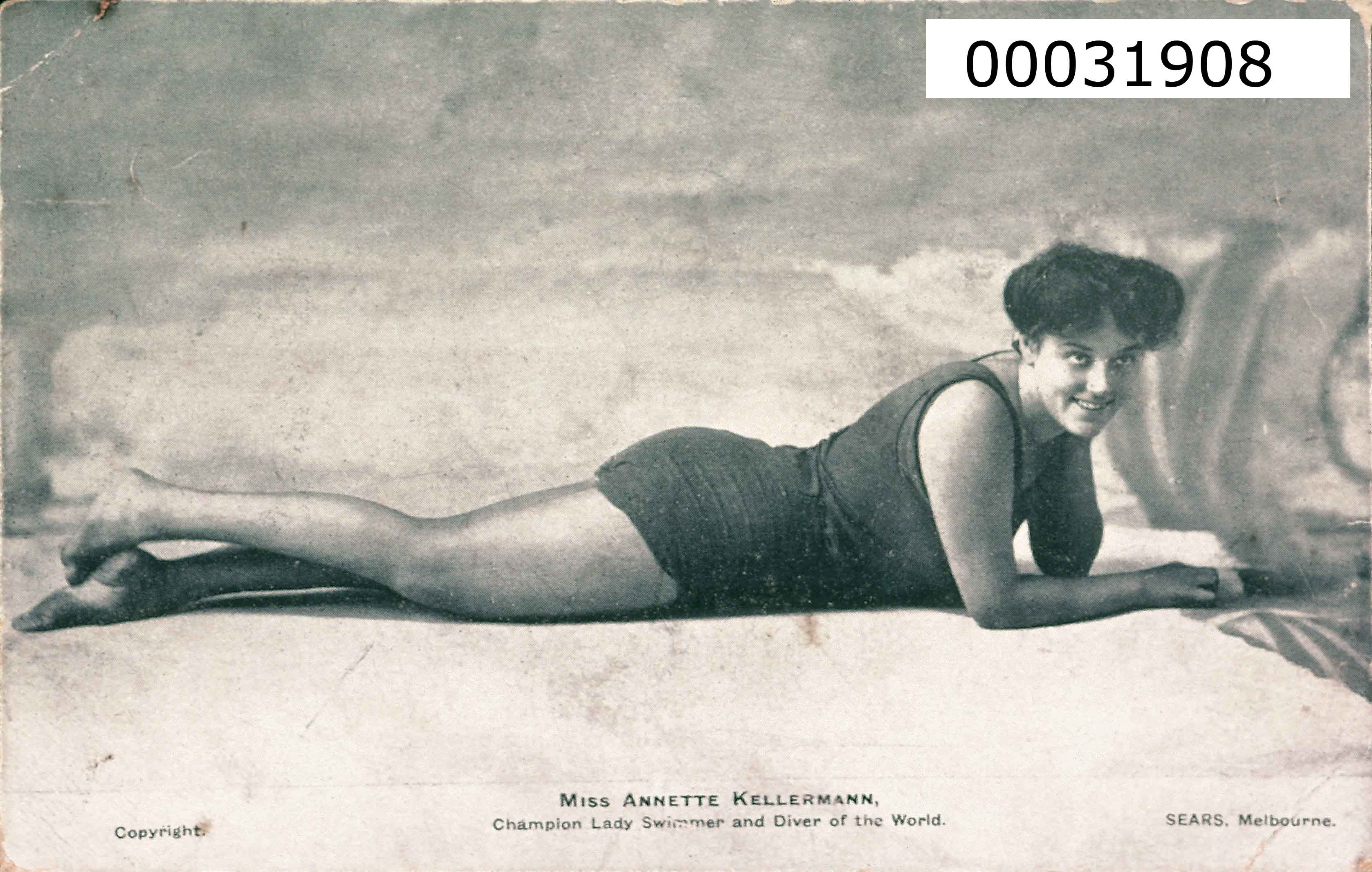
Kellermann posando

Kellermann se casó con su mánager nacido en Estados Unidos, James Sullivan, alrededor del 26 de noviembre de 1912 en Danbury, Connecticut.
Kellermann, vegetariana de toda la vida, fue dueña de una tienda de alimentos saludables en Long Beach, California. Permaneció activa hasta la vejez, no paró de nadar y hacer ejercicio hasta poco tiempo antes de su muerte. Ella y su esposo volvieron a vivir a Australia en 1970, y en 1974 fue honrada por el Salón Internacional de la Fama de Natación en Fort Lauderdale, Florida.
Junto a su marido murió en el hospital de Southport, Queensland, Australia, el 6 de noviembre de 1975, a los 88 años. Fue incinerada con ritos católicos. Sus restos fueron esparcidos en la Gran Barrera de Coral. Ella no tenía hijos.

## Legado
En 1908, después de un estudio de 3000 mujeres, la Dra. Dudley A. Sargent de la Universidad de Hárvard la apodó la "Mujer perfecta" debido a la similitud de sus atributos físicos con la Venus de Milo.
La gran colección de trajes y recuerdos teatrales de Kellermann fue legada a la Ópera de Sídney. Hoy en día, muchos de sus trajes originales y artículos personales están en poder del Museo Powerhouse en Sídney, Australia.
Fue interpretada por Esther Williams en la película La sirena del Millón de Dólares (1952), y el nombre de Kellermann está en una estrella del Paseo de la fama, en Hollywood Boulevard. Un galardonado documental australiano llamado La Sirena Original, que trataba sobre Kellermann, fue producido en 2002.
Un complejo de natación en Marrickville, inaugurado en diciembre de 2010, lleva su nombre.

## Filmografía
- The Bride of Lammermoor: A Tragedy of Bonnie Scotland (1909)
- Jephtah's Daughter: A Biblical Tragedy (1909)
- The Gift of Youth (1909)
- Entombed Alive (1909)
- Siren of the Sea (1911)
- The Mermaid (1911)
- Neptune's Daughter (1914)
- A Daughter of the Gods (1916)
- National Red Cross Pageant (1917)
- Queen of the Sea (1918)
- What Women Love (1920)
- Venus of the South Seas (1924)

### Películas sobre Annette Kellerman
- Miss Kellerman's Diving Feats (1907)
- Miss Annette Kellerman (1909)
- The Perfectly Formed Woman (1910)
- The Universal Boy (1914/I)
- The Art of Diving (1920)
- Annette Kellermann Performing Water Ballet (1925)
- Annette Kellermann Returns to Australia (1933)
- Water Ballet: Sydney (1940)
- Water Ballet (1941)
- The First Mermaid (1952)

### Documentales
- The Love Goddesses (1965)
- The Original Mermaid (2002)